# Sévigny-la-Forêt
Sévigny-la-Forêt és un municipi francès situat al departament de les Ardenes i a la regió del Gran Est. L'any 2007 tenia 233 habitants.

## Demografia

### Població
El 2007 la població de fet de Sévigny-la-Forêt era de 233 persones. Hi havia 80 famílies de les quals 12 eren unipersonals (12 homes vivint sols), 28 parelles sense fills, 36 parelles amb fills i 4 famílies monoparentals amb fills.
La població ha evolucionat segons el següent gràfic:
Habitants censats

### Habitatges
El 2007 hi havia 100 habitatges, 83 eren l'habitatge principal de la família, 14 eren segones residències i 3 estaven desocupats. Tots els 97 habitatges eren cases. Dels 83 habitatges principals, 77 estaven ocupats pels seus propietaris i 6 estaven llogats i ocupats pels llogaters; 1 tenia una cambra, 1 en tenia dues, 7 en tenien tres, 13 en tenien quatre i 61 en tenien cinc o més. 74 habitatges disposaven pel capbaix d'una plaça de pàrquing. A 29 habitatges hi havia un automòbil i a 47 n'hi havia dos o més.

### Piràmide de població
La piràmide de població per edats i sexe el 2009 era:
| Homes | Edats   | Dones |
| ----- | ------- | ----- |
| 0     | 95 o +  | 0     |
| 0     | 90 a 94 | 0     |
| 0     | 85 a 89 | 0     |
| 4     | 80 a 84 | 0     |
| 0     | 75 a 79 | 0     |
| 4     | 70 a 74 | 4     |
| 4     | 65 a 69 | 8     |
| 4     | 60 a 64 | 4     |
| 0     | 55 a 59 | 0     |
| 4     | 50 a 54 | 8     |
| 8     | 45 a 49 | 8     |
| 12    | 40 a 44 | 12    |
| 12    | 35 a 39 | 4     |
| 4     | 30 a 34 | 4     |
| 12    | 25 a 29 | 12    |
| 4     | 20 a 24 | 4     |
| 12    | 15 a 19 | 8     |
| 4     | 10 a 14 | 12    |
| 8     | 5 a 9   | 12    |
| 4     | 0 a 4   | 4     |

## Economia
El 2007 la població en edat de treballar era de 153 persones, 106 eren actives i 47 eren inactives. De les 106 persones actives 98 estaven ocupades (53 homes i 45 dones) i 8 estaven aturades (4 homes i 4 dones). De les 47 persones inactives 20 estaven jubilades, 13 estaven estudiant i 14 estaven classificades com a «altres inactius».

### Ingressos
El 2009 a Sévigny-la-Forêt hi havia 87 unitats fiscals que integraven 237,5 persones, la mediana anual d'ingressos fiscals per persona era de 17.597 €.

### Activitats econòmiques
Dels 4 establiments que hi havia el 2007, 2 eren d'empreses de construcció i 2 d'empreses de comerç i reparació d'automòbils.
L'únic servei als particulars que hi havia el 2009 era un electricista.
L'únic establiment comercial que hi havia el 2009 era una botiga d'electrodomèstics.
L'any 2000 a Sévigny-la-Forêt hi havia 5 explotacions agrícoles.

## Poblacions més properes
El següent diagrama mostra les poblacions més properes.